# Leucoloma persecundum
Leucoloma persecundum är en bladmossart som beskrevs av C. Müller och Bescherelle 1880. Leucoloma persecundum ingår i släktet Leucoloma och familjen Dicranaceae. Inga underarter finns listade i Catalogue of Life.